# Joachim Patinir

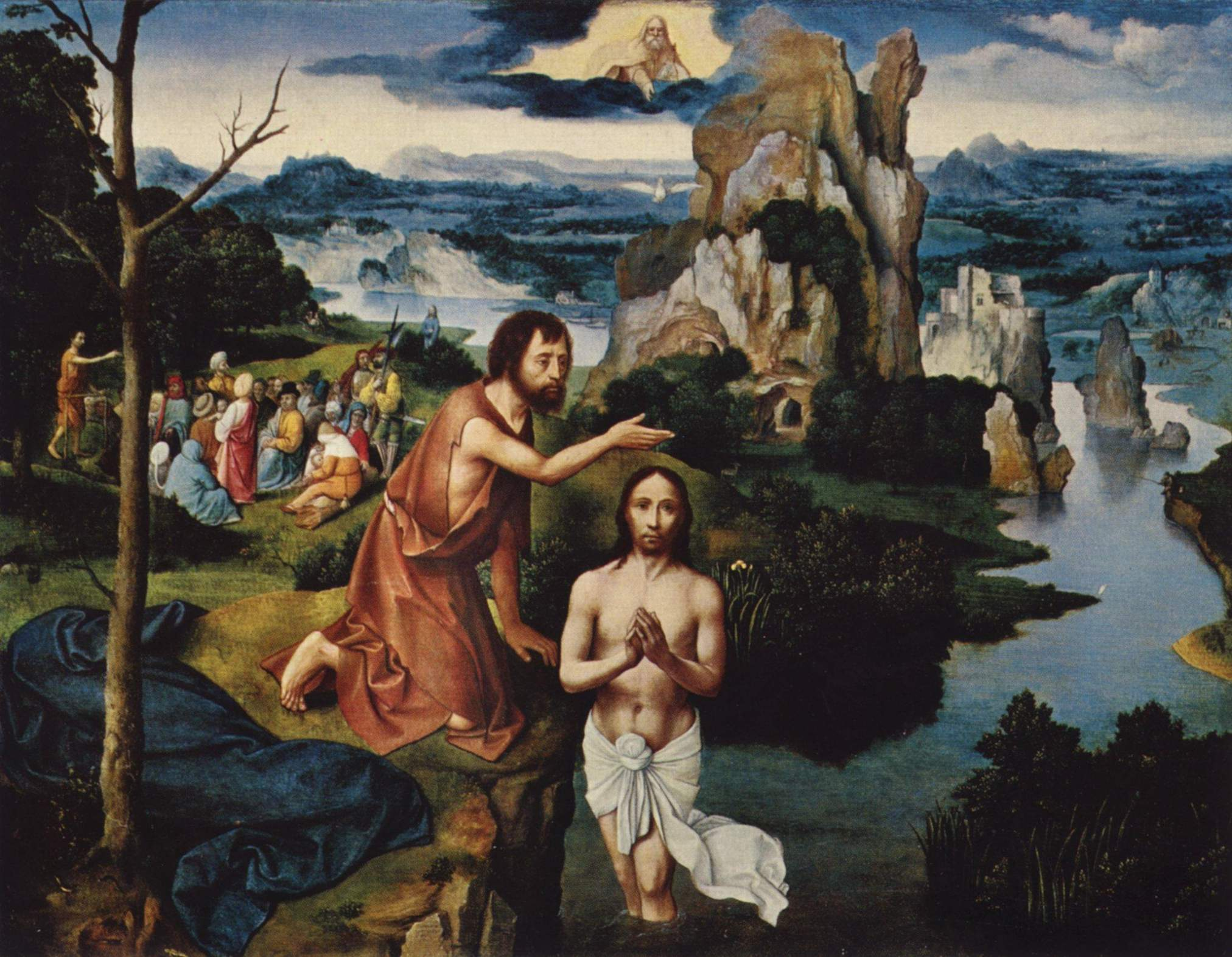
Joachim Patinir – ”Kristi dop” (1515). Kunsthistorisches Museum, Wien.

Joachim Patinir (även Patinier), född cirka 1480 i Dinant, död 1524 i Antwerpen, var en flamländsk landskapsmålare verksam i Antwerpen.

## Biografi
Patinir var lärjunge till Gerard David, och följde sin mästare i behandlingen av det landskapliga i scenerna, så att detta liksom hos hans samtida Hendrik Bles och Albrecht Altdorfer blev en huvudsak och förgrundsfigurerna bara staffage. Som landskapsmålare visar han, trots detaljrikedomen, en blick för det storslagna och stämningsfyllda. Tavlorna har ofta en blåaktig ton. Han mest berömda målningar är Jesu dop i Wien, Den helige Kristoffer på El Escorial samt Flykten till Egypten, Antonius frestelse och Himmel och helvete på Pradomuseet. I de båda senare målningarna visar han sig i sin fantasifulla stil likheter med Hieronymus Bosch. Av Patinir utförda landskapsbilder, där staffagefigurerna är utförda av andra konstnärer, finns på Nationalmuseum i Stockholm och Statens Museum for Kunst i Köpenhamn.